# 大賀島寺
大賀島寺（おおがしまじ）は岡山県瀬戸内市邑久町に所在する天台宗の寺院。山号は大雄山。本尊は千手千眼観世音菩薩。

## 概要
邑久町西部に広がる千町平野の南部にある大雄山山上にある。
奈良時代前期、聖武天皇の時代に開創されたと伝えられている。その後、報恩大師によって開かれた備前四十八ヶ寺の一つとなったと伝えられる。戦国大名の宇喜多氏はこの辺りの出身と伝えられ、戦国時代には宇喜多氏の庇護を受け、宇喜多能家の時代に菩提寺となった。
元亀元年（1570年）火災により本堂などを焼亡した。慶長元年（1596年）に圓忠法印により復興した。江戸時代には岡山藩より寺領として82石3斗6升を受領した。江戸時代中期には13の僧坊があった。近年まで圓蔵院と蓮池院の2坊があったが、現在は蓮池院の1坊のみとなっている。
境内脇には大智明大権現神社があり、神仏習合の形態を残す寺院である。

## 文化財
瀬戸内市「瀬戸内市の文化財」による

### 国指定重要文化財
- 木造千手観音立像 - 9世紀前半（平安時代前期）の作と推定される。当寺院の本尊で秘仏で33年に一度開帳される。像高122.7cm。直立の体勢でなく、腰を軽くひねり、左脚を浮かせて歩み出すかのような体勢をとるのは千手観音像には珍しい。平安時代初期の檀像様（だんぞうよう）の系列に属する作品。2011年（平成23年）6月27日指定。

### 岡山県指定重要文化財
- 紅糸素懸威銀箔押二枚胴具足 - 通称「与太郎甲冑」。宇喜多基家が八浜合戦でこれを着て討死[1]。1994年4月5日指定。

### 瀬戸内市指定重要文化財
- 本堂 - 元亀元年（1570年）焼失。慶長元年（1596年）再建。現在のものは江戸時代中期の安永10年（1781年）に建造されたものである。2004年11月1日指定。
- 三宝荒神諸眷属画像 - 安土桃山時代か[2]。2004年11月1日指定。
- 夜叉神形立像 - 慶長13年（1608年）、雪津の作[3]。2004年11月1日指定。